# Typosyllis violacea
Typosyllis violacea är en ringmaskart som först beskrevs av Grube 1870.  Typosyllis violacea ingår i släktet Typosyllis och familjen Syllidae. Inga underarter finns listade i Catalogue of Life.